# Eustala banksi
Eustala banksi är en spindelart som beskrevs av Arthur M. Chickering 1955. Eustala banksi ingår i släktet Eustala och familjen hjulspindlar. Inga underarter finns listade i Catalogue of Life.